# Andreas Gruschke

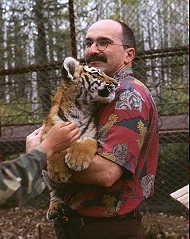
Andreas Gruschke mit einem Sibirischen Tiger

Andreas Gruschke (* 16. April 1960 in Blumenfeld; † 30. Januar 2018) war ein deutscher Autor, Fotograf und Tibetologe, vom wissenschaftlichen Hintergrund her Geograph, Sinologe und Ethnologe.

## Werdegang
Nach Besuch des Gymnasiums in Singen und Ableistung des Zivildienstes studierte Gruschke von 1981 bis 1990 in Aachen und Freiburg. Während dieser Zeit verbrachte er auch zwei mehrmonatige Studienaufenthalte in Ostasien und Südostasien und absolvierte außerdem 1984/85 ein einjähriges Studium der chinesischen Sprache an der Universität für Sprache und Kultur Peking in der Volksrepublik China. 1990 schloss er in Freiburg sein Studium mit dem Magister Artium ab. Seine Magisterarbeit wurde unter dem Titel Neulanderschließung in Trockengebieten der Volksrepublik China und ihre Bedeutung für die Nahrungsversorgung der chinesischen Bevölkerung veröffentlicht.
1985/86 unterrichtete er an der Landwirtschaftlichen Universität Shanxi in Taigu (Shanxi, Volksrepublik China), und 1992/93 als Gastprofessor an der Kangweon-Nationaluniversität in Chuncheon (Südkorea).
Von Juli 2004 bis Juni 2012 war Gruschke als wissenschaftlicher Mitarbeiter an der Universität Leipzig für Forschungsarbeiten im Rahmen des Sonderforschungsbereichs „Differenz und Integration“ über Nomaden in Osttibet zuständig. 2009 promovierte er in Entwicklungsgeographie an der Universität Leipzig. Ab November 2012 hatte Gruschke eine Forschungsprofessur am „Institut für Studien zur sozialen Entwicklung und (wirtschaftlichen) Entwicklung Westchinas“ (Shehui fazhan yu xibu kaifa yanjiuyuan) der Sichuan-Universität in Chengdu inne.
Andreas Gruschke verstarb nach kurzer, schwerer Krankheit im Alter von 57 Jahren. In einem Nachruf charakterisierte ihn die Universität Leipzig als „einen der wenigen deutschen Geographen, der international als ausgewiesener Kenner Chinas und Tibets bekannt war und aufgrund seiner Expertise und Verbindlichkeit sehr geschätzt wurde“.

## Leistungen
Bereits ab 1987 arbeitete Gruschke als freier Autor und Bildjournalist mit dem Themenschwerpunkt Tibet, Himalaya-Raum, Seidenstraße und Ostasien, hielt Vorträge und Seminare an der Volkshochschule Freiburg und anderen Erwachsenenbildungseinrichtungen und führte auch selbst entworfene Studienreisen nach Ostasien durch. Auch nach Abschluss seines Studiums führten ihn zahlreiche Studienreisen nach Südostasien, China, Korea, Zentralasien und insbesondere längere Forschungsaufenthalte ins Hochland von Tibet.
Gruschke hat zahlreiche Bücher und Artikel hauptsächlich über tibetische Kultur veröffentlicht, darunter Pionierarbeiten zu Klöstern in den osttibetischen Gebieten Amdo und Kham. Andere Bücher und Berichte befassen sich mit der Seidenstraße, China, Korea und dem Himalaya, sowie zwei Bildbände über seine Heimatregion: den Hegau und den Hochrhein.

## Filme
- Fernsehdokumentation Klosterboom in Tibets Osten. Mitarbeit am Filmbericht von Hajo Bergmann über die Wiederbelebung der tibetischen Klosterkultur in Amdo.[7]

## Werke
- Literatur von und über Andreas Gruschke im Katalog der Deutschen Nationalbibliothek

### Bücher
- Nomadische Ressourcennutzung und Existenzsicherung im Umbruch. Die osttibetische Region Yushu (Qinghai, VR China) (= Nomaden und Seßhafte. Band 15). Reichert, Wiesbaden 2012, ISBN 978-3-89500-643-2 (441 S.; Zugl.: Leipzig, Univ., Diss., 2009).
- mit Astrid Zimmermann: Als das Weltenei zerbrach: Mythen und Legenden Chinas (= Diederichs gelbe Reihe). Hugendubel, Kreuzlingen / München 2008, ISBN 978-3-7205-3052-1 (256 S.).[8]
- mit Astrid Zimmermann und Andreas Schörner: Tee. Süßer Tau des Himmels. Illustriert von Andreas Gruschke. Gruzim Verlag, Freiburg 2007, ISBN 978-3-00-022327-3 (204 S.; 70 Abb.; Erstausgabe: dtv, München 2001).[9]
- Tibetischer Buddhismus (= Diederichs kompakt). Hugendubel, Kreuzlingen / München 2003, ISBN 3-7205-2391-8 (96 S.).
- Südkorea (= HB-Bildatlas / Special. Band). Sonderthemen u. a.: Küche – fremde Genüsse aus dem Meer, Schamanismus – Götter, Geister und gute Geschäfte. HB-Verlags- und Vertriebs-Ges., Hamburg; Mairs Geographischer Verlag, Ostfildern 1998, ISBN 3-616-06449-X (114 S.).
- Mythen und Legenden der Tibeter. Von Kriegern, Mönchen, Dämonen und dem Ursprung der Welt (= Diederichs gelbe Reihe. Band 124: Tibet). Diederichs, München 1996, ISBN 3-424-01309-9 (279 S.).
- Der Hegau. Rombach, Freiburg im Breisgau 1991, ISBN 3-7930-0576-3 (127 S.).
- Der Hochrhein. Eine alemannische Flusslandschaft. Schillinger, Freiburg im Breisgau 1995, ISBN 3-89155-183-5 (118 S.).
- Neulanderschließung in Trockengebieten der VR China und ihre Bedeutung für die Nahrungsversorgung der chinesischen Bevölkerung. In: Mitteilungen des Instituts für Asienkunde. Nr. 194, Hamburg 1991, ZDB-ID 503689-6.
- mit Astrid Zimmermann: Transasia. Vom Bosporus zum Gelben Meer. Nach der gleichnamigen Fernsehserie von Götz Balonnier und Rolf Bickel. vgs, Köln 1997, ISBN 3-8025-2480-2 (184 S.; Begleitbuch zur Fernsehserie des Hessischen Rundfunks; in der ARD im Juli/August 1997).

### Artikel und Reportagen
- Konflikte im Weideland – Konflikte um Weideland? Neuaushandlung von Ressourcenzugang in tibetischen Nomadengebieten. In: Geographische Rundschau. 63,7/8 (2011). S. 20–26.
- Quo vadis Tibet? Die Ausschreitungen in Tibet und Chinas Suche nach der „harmonischen Gesellschaft“. In: das neue China. 35. Jg. Nr. 2 (Juni 2008), S. 23–30 (dnc-online.de. Die aktualisierte und überarbeitete Online-Fassung, Tibet, China und der Westen – wohin geht die Reise?, siehe unter Online-Artikel).
- Nomads Without Pastures? Globalization, Regionalization, and Livelihood Security of Nomads and Former Nomads in Northern Khams. In: Ken Bauer, Geoff Childs, Andrew Fischer, Daniel Winkler (Hrsg.): In the Shadow of the Leaping Dragon: Demography, Development, and the Environment in Tibetan Areas. In: Journal of the International Association of Tibetan Studies. (JIATS) Nr. 4 (December 2008), ISSN 1550-6363 (thlib.org [PDF; 820 kB]).
- A Vital Monastic Centre of the Jonang Tradition: The Grand Lamasery of Dzamthang. In: China Tibetology. 2008, No. 1, ISSN 1671-6043 (cnki.com.cn).
- Arbeitslosigkeit und Unterbeschäftigung in Tibet. Politische Druckmittel oder Folgen sozialen Wandels? In: Internationales Asien-Forum. 34. Jg., Nr. 3–4 (2003), ISSN 2365-0117, S. 303–330, doi:10.11588/iaf.2003.34.796.
- mit Astrid Zimmermann: Tibetica-Ausverkauf und die Kommerzialisierung des Tibetbildes. In: das neue China. 28. Jg. Nr. 3 (Sept. 2001), ISSN 0172-4878, S. 14–17.
- Tibet und das Selbstbestimmungsrecht der Völker. In: Internationales Asien-Forum. 31. Jg., Nr. 3–4 (2000), S. 356–369, doi:10.11588/iaf.2000.31.991 (Besprechungsaufsatz).
- mit Loten Dahortsang: Das weiße Gold der Steppe. Die Salzkarawanen im nordtibetischen Changthang. In: Ärztliches Reise- & Medizin-Journal. 22. Jg., Nr. 11, November 1998, ISSN 0946-2945, S. 4–16.

### Online-Artikel
- Tibet, China und der Westen – wohin geht die Reise? (Memento vom 1. Februar 2013 im Internet Archive) In: boell.de. Heinrich-Böll-Stiftung (Aktualisierte und überarbeitete Fassung eines Artikel, der unter dem Titel Quo vadis Tibet? in der Zeitschrift das neue China 2/2008 erstveröffentlicht wurde.).
- Tibet. Die Lobby des Dalai Lama. (Memento vom 9. Juni 2008 im Internet Archive) In: Eurasisches Magazin. 05-08, 31. Mai 2008.
- EM-Interview. „Bei einer Abtrennung Tibets von China würden neue Minderheiten entstehen“. (Memento vom 7. Juni 2008 im Internet Archive) In: Eurasisches Magazin. 05-08, 31. Mai 2008.
- Abenteuer auf Schienen. Mit Nomaden und Mönchen in der Tibet-Bahn auf der neuen Strecke von Lhasa nach Golmud. (Memento vom 9. März 2008 im Internet Archive) In: Neue Zürcher Zeitung. 6. März 2008.
- Changtang Nationalpark. (Memento vom 27. September 2007 im Internet Archive) In: Tibet aktuell. Zeitschrift der Gesellschaft Schweizerisch-Tibetische Freundschaft (GSTF).
- Die Jonangpa in Osttibet. In: info-buddhismus.de (Ergänzte Fassung des in Tibet-Forum 3/2004, S. 14–20, erschienenen Artikels).